# UFC on Fox: dos Santos vs. Miocic
UFC on Fox: dos Santos vs. Miocic (también conocido como UFC on Fox 13) fue un evento de artes marciales mixtas celebrado por Ultimate Fighting Championship el 13 de diciembre de 2014 en el US Airways Center en Phoenix, Arizona.

## Historia
Este fue el primer evento que la organización ha celebrado en Arizona. Zuffa ya celebró el evento final de World Extreme Cagefighting (WEC 53), en las cercanías de Glendale en 2010.
El evento estelar contó con un combate de peso pesado entre los contendientes Júnior dos Santos y Stipe Miočić.
Se esperaba que John Moraga se enfrentara a Jussier Formiga en el evento. Sin embargo, el 21 de noviembre, Formiga se retiró de la pelea y fue reemplazado por el recién llegado a UFC Willie Gates.

## Premios extra
Cada peleador recibió un bono de $50,000.
- Pelea de la Noche: Júnior dos Santos vs. Stipe Miočić
- Actuación de la Noche: Matt Mitrione y Ian Entwistle